# A caccia di un angelo
A caccia di un angelo (Stalking the Angel) è un romanzo poliziesco di Robert Crais, pubblicato nel 1989. È il secondo romanzo dedicato a Elvis Cole e Joe Pike
.
Il libro è stato tradotto in svedese, francese, italiano e altre lingue.

## Trama
La bionda che entra nell'ufficio dell'investigatore privato di Los Angeles, Elvis Cole, è la cosa più bella che lui abbia mai visto. Accanto a lei, il famoso magnate Bradley Warren. 
Se non fosse stato per il sorriso della bionda e per l'assegno in bianco che Warren gli offre, Cole li avrebbe buttati fuori. Bradley Warren ha perso qualcosa di molto prezioso che appartiene a qualcun altro: un manoscritto giapponese del XVIII secolo, chiamato Hagakure.
È una specie di vangelo dei samurai. E vale tre milioni di dollari. Qualcuno lo ha sottratto dalla cassaforte nella villa di Warren a Beverly Hills. Cole deve solo rintracciarlo. 
Assieme al socio Joe Pike, parte alla ricerca della temibile mafia giapponese che opera a Los Angeles, la famigerata yakuza. Come se non bastasse, scompare Mimi, la figlia di Warren il quale furibondo licenzia Cole per incapacità. Ma Elvis è cocciuto e continua le indagini per conto suo fino ad arrivare a una insospettabile e amara verità.

## Edizioni in italiano
- Robert Crais, A caccia di un angelo, collana Il Giallo Mondadori n. 2200, Mondadori, 1991.